# Río Madre Vieja
El río Madre Vieja es un corto río costero del suroeste de Guatemala con una longitud de 126 km. Nace en la Sierra Madre, en el área limítrofe de los departamentos de El Quiché, Sololá, y Chimaltenango y discurre en dirección del sur, atravesando la planicie costera de Suchitepéquez y Escuintla para desembocar en el océano Pacífico. La cuenca del Madre Vieja tiene una superficie de 1007 km².